# Gracixalus medogensis
Espèce
Synonymes
- Philautus medogensis Ye & Hu, 1984

Statut de conservation UICN

 DD  : Données insuffisantes
Gracixalus medogensis est une espèce d'amphibiens de la famille des Rhacophoridae.

## Répartition
Cette espèce est endémique du Sud de la région autonome du Tibet en République populaire de Chine. Elle se rencontre dans le xian de Mêdog, où elle a été observée à une altitude d'environ 1 500 m.

## Étymologie
Son nom d'espèce, composé de medog et du suffixe latin -ensis, « qui vit dans, qui habite », lui a été donné en référence au lieu de sa découverte, le xian de Mêdog.

## Publication originale
- Ye & Hu, 1984. A new species of Philautus (Anura: Rhacophoridae) from Xizang Autonomous Region. Acta Herpetologica Sinica, vol. 3, no 4, p. 67-69.